# Geositta punensis
Mineiro-da-puna ou curriqueiro-da-puna (Geositta punensis) é uma espécie de ave da família Furnariidae.
Pode ser encontrada nos seguintes países: Argentina, Bolívia, Chile e Peru.
Os seus habitats naturais são: campos rupestres subtropicais ou tropicais.